# Annenkirchhof (Dresden)

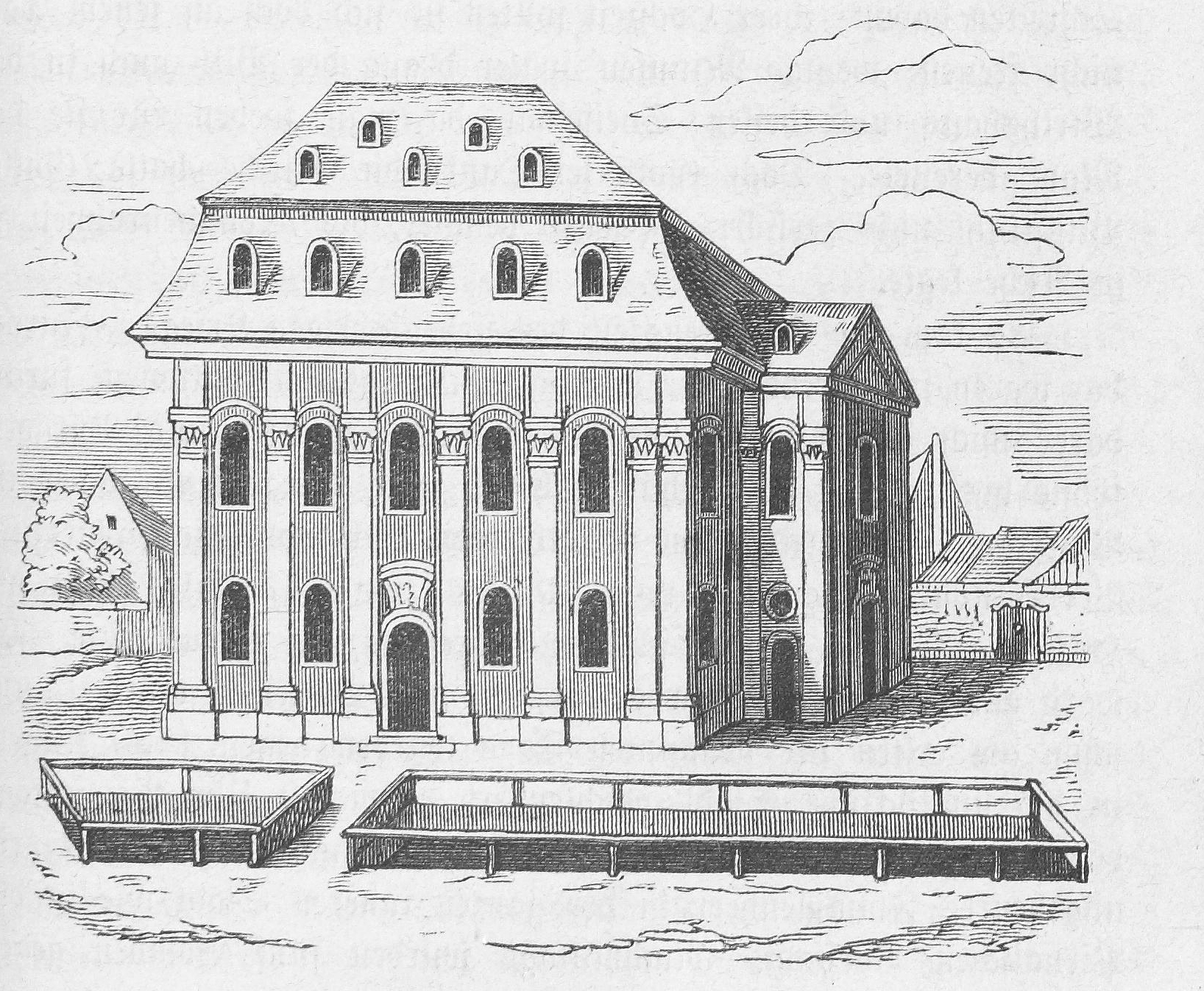
Annenkirche und Kirchhof 1769

Der Annenkirchhof war ein Friedhof in der Wilsdruffer Vorstadt (heute Teil von Dresden), der 1578 geweiht und in den 1830er-Jahren säkularisiert wurde. Er ist der erste von vier Annenfriedhöfen Dresdens, zu denen auch der Neue Annenkirchhof (2.) sowie der Alte (3.) und Neue Annenfriedhof (4.) gehören.

## Geschichte
Der Annenkirchhof wurde im Jahr 1578 vor dem Wilischen Tor an der im Bau befindlichen Annenkirche angelegt. Bis zu dieser Zeit hatten die Einwohner der Gemeinden Gerbergasse, Poppitz und Fischersdorf sowie der Dörfer Naußlitz, Roßthal, Löbtau, Dölzschen und Coschütz ihre Verstorbenen auf dem 1473 geweihten Friedhof des Bartholomäus-Hospitals beigesetzt, auf dem zudem Kranke, Arme sowie bis 1568 die Pestleichen Dresdens bestattet wurden. Der Friedhof war aufgrund häufiger Pestepidemien sowie des Wachstums der Gemeinden im 16. Jahrhundert zu klein und die Liegezeiten um 1577 daher so kurz geworden, dass für neue Beisetzungen „oft noch zum Theil unverwester Körper aufgegraben werden müssen“. Kurfürst August schenkte den Gemeinden daher neben der Kirche auch einen Platz zu „einem geraumern geruhiglichen Begräbniße“.
Die Einweihung des Friedhofs erfolgte noch vor der Kirchweihe am 9. März 1578. Es war nach 1501 (Friedhof der Dreikönigskirche) und 1571 (Johanniskirchhof der Johanniskirche) die dritten Friedhofsgründung in unmittelbarer Nähe zur Stadt Dresden im 16. Jahrhundert. Die erste Bestattung auf dem Annenkirchhof fand am Tag nach der Einweihung statt. Chronist Anton Weck betont den Umstand, dass die beigesetzte Frau Anna hieß, wie auch die Gründung des Annenkirchhofs auf den Einsatz der Kurfürstin Anna zurückgeht. Der Annenkirchhof diente als Friedhof für die Toten der umliegenden Gemeinden. Auch Einwohner von Dresden konnten sich hier beisetzen lassen. Um Platz zu sparen, wurden die Wege des Friedhofes so schmal angelegt, dass sie nur die Breite eines „ganz schmale[n] Steig[s]“ hatten. Auch an der Kirche wurde nur ein schmaler Gehweg belassen. Die Gemeinden wuchsen stetig und so mussten die Kirche von 1618 bis 1619 vergrößert und der Kirchhof im Jahr 1620 erweitert werden. Für die Vergrößerung des Kirchhofs wurden umliegende Gärten angekauft und angegliedert. Zudem erhielt der Kirchhof eine Mauer.
Von 1712 bis 1718 wurde die Annenkirche erneut umgebaut und vergrößert, so erhielt die Kirche an der Westseite einen „große[n] und geräumige[n] Bogen […], wodurch wenigstens 1500 Personen eine größere Räumlichkeit gewährt wurde.“ Dabei überbaute man einen großen Teil des Annenkirchhofs. Da er nun zu klein war, wurde auf Veranlassung des Pastors der Annenkirche Johann Christian Schwartz bereits 1712 an der damaligen Neuen Gasse (später Josephinengasse, heute Josephinenstraße) der Annenfriedhof als Nachfolger angelegt. Auf dem Kirchhof fanden weiterhin Beisetzungen statt, auch wenn die Nutzungen auch nach dem Neubau der Kirche (1765–1769) deutlich zurückgingen. Im Jahr 1781 sorgte der Annenkirchpfarrer Schnabel für einen Skandal, als er auf dem Kirchhof Gruben zum Anbau von weißen Maulbeerbäumen aushob. Grund war eine kurfürstliche Anordnung aus dem Jahr 1770, nach der Pfarrer auf Kirchhöfen Maulbeerbäume zur Förderung des Seidenbaus anpflanzen sollten. Beim Aushub der Gruben auf dem dichtbelegten Friedhof wurden zahlreiche Gräber zerstört und Gebeine ausgegraben. Es folgte ein Gerichtsverfahren und die Baumpflanzungen wurden untersagt.
Es wird vermutet, dass der Friedhof Ende des 18. Jahrhunderts kaum noch für Bestattungen genutzt wurde, so ist seit der Zeit um 1794 keine Bestattung auf dem Friedhof bekannt. Mit Zustimmung des Königs Anton wurde der Friedhof im Jahr 1828 stillgelegt. Über die Säkularisation des Kirchhofs wurde 1830 beraten. Zwischen 1830 und 1833 wurde der Annenkirchhof säkularisiert, so sind aus dem Jahr 1833 Pläne bekannt, das Gelände des ehemaligen Friedhofs zu verpachten.
Im Jahr 1827 wurde angesichts der bevorstehenden Schließung des Kirchhofs ein Verzeichnis über die erhaltenen Grabstellen angelegt. Zu der Zeit hatten sich elf Schwibbögen erhalten, die jedoch teilweise überbaut waren. Zudem waren 20 Grabsteine aus der Zeit vor 1800 erhalten.